# 紀元前22世紀

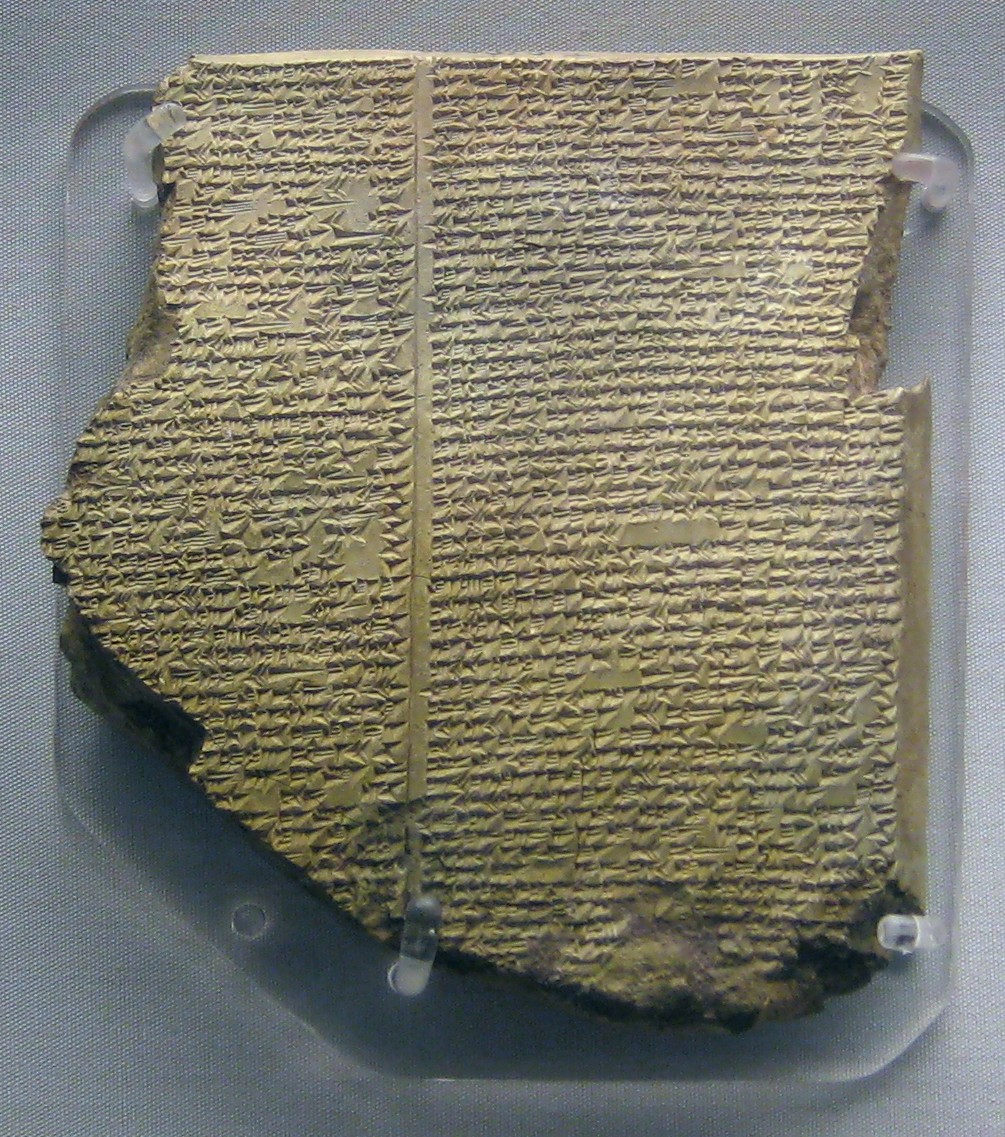
『ギルガメシュ叙事詩』。ウル第三王朝の王権の強化とともにこの物語は編纂され、オリエント各王朝にもその伝承は受け継がれた。画像は大英博物館にあるアッカド語版11章の断片で大洪水の物語が記されている。

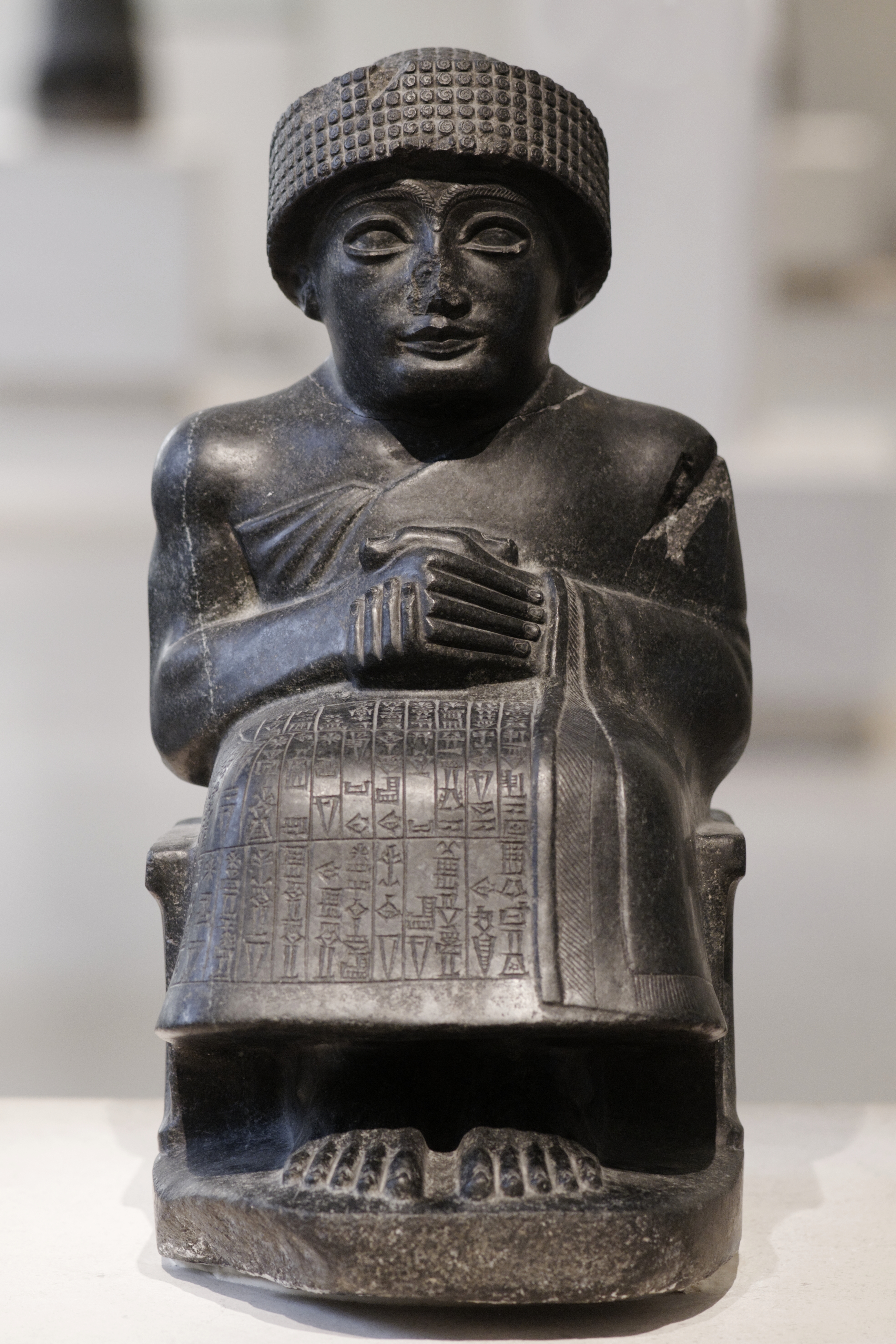
ラガシュの王グデアの肖像彫刻（ルーブル美術館蔵）。

紀元前22世紀（きげんぜんにじゅうにせいき）は、西暦による紀元前2200年から紀元前2101年までの100年間を指す世紀。

## 出来事

### 紀元前22世紀
- 「4.2kイベント（英語版）」の発生。
  - 21世紀初頭である現在から4200年前にあたる紀元前22世紀に起きた大規模な寒冷化現象のことを指す。

### 紀元前2200年代
- 紀元前2200年頃
  - インダス文明統合期（ハラッパーIIIC期（ - 紀元前1900年頃））。
  - シリア北東部のテル・レイラン遺跡では大規模な旱魃による都市生活の放棄が見られる。
  - ギリシア本土で初期青銅器時代から中期青銅器時代への移行（初期ヘラディックII末からIII末）。
    - この時期、何らかの破壊活動があったとみられ、この時代を代表する遺跡「レルナ（英語版）の瓦屋根の館（英語版）」も焼け跡がみられる。
    - クレタ島では文化の継続性がみられるが、ギリシア本土では断絶がみられる。ギリシア系民族が初めて定住したか。

### 紀元前2190年代
- 紀元前2193年頃
  - アッカド王 シャル・カリ・シャッリが粘土板で撲殺される。以後王位は乱立する。

### 紀元前2180年代
- 紀元前2184年頃 - エジプト第6王朝のペピ2世が100歳を迎えて死去。
  - この時期までにエジプト各地の州侯は自立傾向を示し、王は地方に対する統制力を喪失し旱魃により治安の悪化がみられる。
- 紀元前2181-2180年 - ニトクリス(ニトケルティ)女王が死去してエジプト第6王朝が終わり、エジプト古王国時代も終わる。
  - ネフェルカラー1世がエジプト第7王朝の王となり、エジプト第1中間期を迎える。
  - この時期の社会不安を記録したものとして『イプエルの訓戒（英語版）』と呼ばれる文学作品ほかがある。
- 紀元前2180年頃 - グティ人の侵攻によってアッカド帝国が崩壊した。

### 紀元前2170年代
- 紀元前2173年 - エジプト第7王朝が終わってエジプト第8王朝が始まる。
  - この王朝のネフェルカウホル（英語版）王の時代にコプトス勅令（英語版）が出される。

### 紀元前2160年代
- 紀元前2160年 - ネフェルカウホルが死去してエジプト第8王朝が終わる。
  - ケティ1世が王となりエジプト第9王朝の時代が始まる。
- 紀元前2160年頃 - クレタ島で中期ミノア時代が始まる。

### 紀元前2150年代
- 紀元前2150年頃 - ウル・バウ王のもとでラガシュが独立を回復（ラガシュ第2王朝）。

### 紀元前2140年代
- 紀元前2144年頃 - ラガシュでグデアが治世を始めた。

### 紀元前2130年代
- 紀元前2138年 - バビロンで5月9日に日食、5月24日に月食が起こった。
- 紀元前2130年 - エジプト第9王朝が終わり、ヘラクレオポリスでエジプト第10王朝が始まる。
  - この時期までにテーベ侯アンテフ1世が独自に勢力を拡大し、エジプト第11王朝を建てる。

### 紀元前2120年代
- 紀元前2124年 - グデアが死去した。
- 紀元前2120年頃 - 現在パリのルーヴル美術館に収蔵されている、グデアの奉納像がラガシュで作られた。

### 紀元前2110年代
- 紀元前2119-2113年 - ウル・ナンムがウル第3王朝を建国した。
  - ウル第3王朝時代に『ギルガメシュ叙事詩』の最古のシュメール語版が編纂される。
- 紀元前2116-2110年 - ウルクとグティの間で戦争が起こった。
  - ウルク第5王朝のウトゥ・ヘガルがグティ人によるシュメール支配を打倒したとされる。

### 紀元前2100年代
- 紀元前2104-2103年 - 旧約聖書によると、ノアの方舟の大洪水が起こった。

## 主な人物
- シャル・カリ・シャッリ（在位前2218頃 - 前2193年頃） - アッカド王・ナラム・シン王の息子
- グデア（在位前2144年頃 - 紀元前2124年頃？） - ラガシュの最盛期の王
- ウル・ナンム（在位前2115年頃 - 前2095年頃） - ウル第3王朝の初代王・ウル・ナンム法典を制定
- ノア（紀元前2704年-紀元前1753年） - 旧約聖書の人物・方舟を作ったか

## 誕生
- アルパクサデ（紀元前2102年-紀元前1664年） - ノアの孫でセムの息子。

## 死去
- メトシェラ（紀元前3073年-紀元前2104年） - エノクの息子でノアの祖父。
- レメク（紀元前2886年-紀元前2109年） - メトシェラの息子。